# Jovanović
Jovanović lub Jović – powszechne nazwisko serbskie, jest ono nazwiskiem patronimicznym z końcówką -ić pol. -icz, „oznacza potomek Jovana, czyli Jana”, W języku polskim istnieje odpowiednik Janowicz, w angielskim Johnson, w rosyjskim istnieje otczestwo Iwanowicz itp.

## Znane osoby noszące nazwisko Jovanović
- Čedomir Jovanović – serbski polityk
- Paja Jovanović – serbski malarz